# Hanna Allin
Hanna Allin (5. september 1916 – 11. december 1962) var en dansk operasangerinde (sopran),født i Gentofte. Datter af kontorchef Carl Robert Allin (død 1954) og hustru Ellen f. Gericke

## Uddannelse
Hanna Allin fik sin sanguddannelse af Kirstine Linnemann og Margrethe Ernst samt af Maestro Rizzo, Napoli, og Marie Rado, Wien. 
Dramatisk uddannelse hos kgl. kammersangerinde Ingeborg Steffensen.
Ved en international musikkonkurrence i Wien i 1938 vandt Hanna Allin bronzemedalje.

## Karriere
Hanna Allin fik debut i Tivoli's koncertsal i 1939 og debuterede på Det kgl. Teater i 1940 som Margrethe i Faust.
Hanna Allin sang derefter i Det kgl. Teaters provinsturné i 1941 i hovedrollen som Mimi i Boheme. Fra 1944 blev Hanna Allin fast tilknyttet Det kgl. Teater.
Hanna Allin havde en lang række hovedroller: 
-Etle og Liden Kirsten i Liden Kirsten; 
-Charlotte i Sovedrikken; 
-Mimi i Boheme; 
-Serena i Porgy & Bess; 
-Kaddara; 
-Donna Anna i Don Juan; 
-Mrs. Ford i Falstaff: 
-Cleopatra i Julius Cæsar; 
-Ellen Orford i Peter Grimes; 
-Dronning Elisabeth i Don Carlos; 
-Mikal i Saul og David; 
-Agathe i Jægerbruden og Aida; 
-Eurydike i Orfeus og Eurydike.

## Familiebaggrund
Hanna Allin stammede fra den svenske musikerslægt Allin som slog sig ned i Danmark i første halvdel af 1800-tallet. 
Den danske gren af familien omfatter bl.a. J.F. Allin, der spillede kontrabas i H.C. Lumbyes orkester i Tivoli; domorganist Arthur Ivan Allin i Århus; de kongelige kapelmusici Otto og Georg Allin; klarinettisten og komponisten professor Poul Allin Erichsen; bassunist Georg Allin Wilkenschildt.
Kilder:
Kraks blå Bog 1957;
Det Kgl. Teaters teaterprogrammer, http://mona-wwwbloggercom.blogspot.dk/2012/10/teaterprogrammer-fra-det-kongelige.html